# Termofixace
Termofixace je rozměrová stabilizace textilií z termoplastických vláken působením suchého nebo vlhkého tepla. Účinku termofixace se využívá pro tvarování objemových přízí (směsováním srážlivého a nesrážlivého komponentu) a u plošných textilií zejména ke snížení srážlivosti, tvorby lomů a žmolkovitosti.

## Podmínky fixace
K tepelnému zpracování jsou vhodná jen vlákna s částečně krystalickou nadmolekulární strukturou. Tuto podmínku splňují syntetická a triacetátová vlákna. Uspořádání molekulových řetězců způsobuje u těchto materiálů značné vnitřní pnutí, které se dá účinkem tepla potlačit.
Fyzikální podmínky:
| Vlákno       | Teplota tání (°C) | Fixace horkým vzduchem | Fixace horkým vzduchem | Fixace horkým vzduchem | Fixace horkým vzduchem | Fixace horkým vzduchem | Fixace párou | Fixace párou | Fixace párou | Fixace párou | Fixace párou |
| Vlákno       | Teplota tání (°C) | (°C)                   | (°C)                   | (°C)                   | (s)                    | (s)                    | (°C)         | (°C)         | (°C)         | (min.)       | (min.)       |
| polyester    | 255–260           | 190–210                | 190–210                | 190–210                | 20–50                  | 20–50                  | 126–132      | 126–132      | 126–132      | 20–30        | 20–30        |
| polyamid 6   | 215–219           | 185–190                | 185–190                | 185–190                | 15–50                  | 15–50                  | 130–135      | 130–135      | 130–135      | 20–30        | 20–30        |
| polyamid 6.6 | 250–253           | 210–215                | 210–215                | 210–215                | 15–50                  | 15–50                  | 130–135      | 130–135      | 130–135      | 20–30        | 20–30        |
| polyakryl    | od 250            | 180                    | 180                    | 180                    | 30                     | 30                     | 130–135      | 130–135      | 130–135      | 10–20        | 10–20        |
| polypropylen | 165               | 130–140                | 130–140                | 130–140                | 30–60                  | 30–60                  | ---          | ---          | ---          | ---          | ---          |

## Tepelné tvarování objemových přízí
Princip výroby je zahřívání směsi ze srážlivého a nesrážlivého komponentu. Směsuje se nejčastěji v poměru 40:60, při čemž dochází ke zvýšení objemu výsledné příze o 30 až 40 procent. Jako nesrážlivý komponent se používají příze z přírodních vláken nebo filamenty z nesrážlivého syntetického materiálu.
Příze pro pletařské účely se zobjemňují nejčastěji před zpracováním na pletacím stroji. V tom případě procházejí srážecí komorou ohřívanou párou nebo elektricky rychlostí (v závislosti na konstrukci objemovacího zařízení a druhu příze) mezi 150 a 1200 m/min.
U tkalcovských přízí dochází k objemování zpravidla termofixací v hotové tkanině.

## Termofixace plošných textilií
Tkaniny a pleteniny se fixují nejčastěji na napínacích rámech účinkem horkého vzduchu. Pro pleteniny se používají speciální konstrukce stroje s tzv. vzdušným polštářem.
Textilie se dopravuje do stroje přes válce regulující napětí po délce. Vlastní rám sestává ze dvou nekonečných pásů se svorkami, mezi kterými se zboží rozpíná po šířce. Působením vysoké teploty se uvolní napětí ve vláknech, tkanina nebo pletenina se sráží a v následujícím oddíle stroje se nabytý stav fixuje chlazením.